# Martin Luther King, Jr. National Memorial
Le Martin Luther King, Jr. National Memorial, à l'initiative de la fraternité Alpha Phi Alpha, est un monument érigé à la mémoire de Martin Luther King, leader de la lutte pour les droits civiques aux États-Unis.
Ce monument est situé sur le National Mall à Washington DC. Le mémorial est axé sur trois thèmes : justice, démocratie et espoir. Ces thèmes sont soulignés par l'utilisation d'eau, de pierre et d'arbres pour le mémorial.
King est le premier afro-américain honoré par un mémorial sur le National Mall et le troisième à ne pas être un président américain. Le King Memorial sera géré comme les autres mémorials du Mall par le Service des parcs nationaux.
La conception, le financement et la construction du mémorial sont coordonnés par la Martin Luther King, Jr. National Memorial Project Foundation.
Il a été inauguré le 16 octobre 2011 par le président des États-Unis, Barack Obama. L'inauguration devait initialement être prévue le 28 août 2011, date d'anniversaire de son célèbre discours « I Have a Dream », mais elle fut reportée en raison de la venue de l’ouragan Irene.

## Histoire du projet

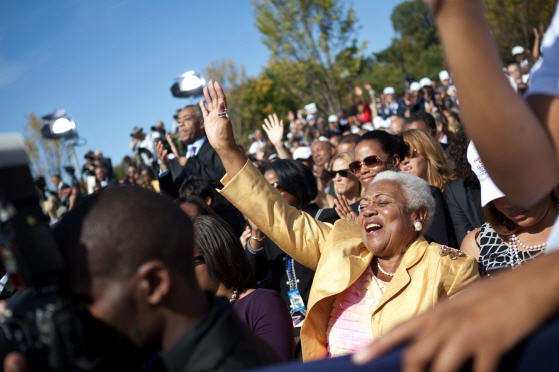
La consécration du mémorial du Dr Martin Luther King Jr. a été un événement marquant qui a rappelé au monde l'importance de son travail et contribue à faire avancer son rêve d'une Amérique plus juste et plus égale.

Martin Luther King Jr., membre de la fraternité Alpha Phi Alpha, a fait partie de l'organisation de ce mouvement dans les années 1950 quand il était à l'université de Boston. King resta impliqué dans la fraternité à la fin de ses études et fit le discours principal lors du 50e anniversaire de la fraternité en 1956. En 1968, après son assassinat, l'Alpha Phi Alpha proposa l'érection d'un mémorial permanent à Washington. Les efforts de la fraternité furent entendus après que le jour anniversaire de Martin Luther King ait été proclamé jour férié national.
En 1996, le Congrès américain autorisa le secrétaire à l'Intérieur des États-Unis à permettre à Alpha Phi Alpha de créer un mémorial sur les terrains du département de l'Intérieur dans le district de Columbia, donnant à la fraternité jusqu'à novembre 2003 pour lever 100 millions de dollars et lancer les travaux. En 1998, le Congrès autorisa la fraternité à créer une fondation — la Washington, D.C. Martin Luther King, Jr. National Memorial Project Foundation — pour gérer la levée des fonds et la conception du mémorial, et approuva la construction sur le National Mall. En 1999, La United States Commission of Fine Arts (CFA) et la National Capital Planning Commission (NCPC) donnèrent leur accord sur l'emplacement choisi.
Le projet du ROMA Design Group, un cabinet d'architecture de San Francisco fut choisi parmi 900 propositions venant de 52 pays. Le 5 décembre 2000, une plaque de bronze et de marbre fut posée pour dédier le site où le mémorial serait construit. Peu après, une équipe consacrée à la recherche de fond commença à travailler et une campagne de souscription nationale fut lancée. Une cérémonie d'inauguration des travaux se tint sur le site en novembre 2006.
Le coût total estimé pour le mémorial était de 120 millions de dollars. Fin 2008, la Martin Luther King National Memorial Project Foundation avait réuni environ 108 millions dont d'importantes contributions de donateurs tels que la Fondation Bill-et-Melinda-Gates, la Fondation Walt Disney, l'association nationale de l'industrie immobilière, et le réalisateur et producteur George Lucas. Le Congrès a également apporté 10 millions de dollars.
En septembre 2008, la conception du mémorial était approuvée par la CFA et la NCPC. Fin 2008, le projet attendait encore l'approbation et le permis de construire devant être délivrés par le National Park Service. Les responsables du projet estimaient qu'une fois obtenus, il faudrait entre 18 et 20 mois de travaux pour bâtir le mémorial.

## Localisation et structure
Il est situé sur un site de 16 000 m2 sur le National Mall qui borde le Tidal Basin (bassin de marée). Il est adjacent au Franklin Delano Roosevelt Memorial et crée une « ligne de leadership » partant du Lincoln Memorial, où Martin Luther King avait prononcé son célèbre discours « I Have a Dream » et aboutissant au Jefferson Memorial.
Le mémorial contient 24 niches semi-circulaires le long d'une allée en hauteur pour commémorer la contribution des nombreuses personnes qui ont donné leur vie de différentes manières pour le mouvement des droits civiques, de Medgar Evers aux quatre enfants assassinés dans l'attentat contre l'église baptiste de la 16e rue de Birmingham.